# ДЗФС (микрорайон)
ДЗФС (Посёлок ДЗФС) — микрорайон города Дмитрова Московской области. Бывший промышленный посёлок, названный по Дмитровскому заводу фрезерных станков (ДЗФС).

## Расположение
На юго-востоке по речке Матусовке граничит с территорией бывшего Финского посёлка, на севере с 5-м микрорайоном. На северо-востоке с селом Подчерково и на востоке с деревней Игнатовкой.
Вдоль микрорайона протекает речка Дубец (Матусовка).
Благодаря ему получили название улицы: 1-я Заречная, 2-я Заречная. Почва посёлка песчано-глинистая (подзолистая). На западе Яхромская пойма (болото).
На юге микрорайона находится парк «Сосновый бор». Это остатки Троицкого Чёрного леса, располагающегося на севере города до начала XX века. Название лес получил из-за упразднённого в XVII веке Троицкого монастыря, располагающегося на реке Березовец и бывшей деревни Черново.

## История

### Ранняя история
В XVII веке местность сильно пострадала в ходе польско-литовского нашествия. Были стёрты с лица земли деревни Игнатьево, Черново (не восстановилось), сильно пострадало село Подчёрково (уничтожена деревянная церковь Рождества Богородицы).
Земли микрорайона в XVIII — XX веках относились к Подчёрковской волости.
В 1779 году историк Г. Ф. Миллер, путешествуя по Дмитровскому уезду, упоминает 70 мишурных станов, имеющихся у крестьян в данной местности: в Подчертково и других соседних деревнях. Которых снабжает заказами дмитровский казначей майор Маслов, получая свою долю прибыли.
До возникновения посёлка на данном месте располагался старинный лес, в т. ч. сосновый (север Дмитрова). Бор отчасти сохранился на территории посёлка и парка «Сосновый бор» (автобусная остановка «Сосновый бор»).
На 1873 год территория будущего посёлка входила в состав государственных (не помещичьих) земель села Подчёрково и деревени Татищево.
В 1900 году окончание строительства Савёловской железной дороги (Москва — Савёлово), от Дмитрова однопутная. Которая отрезала местность от Яхромской поймы.
В ряде современных источников данная местность называется урочище Сосняк.

### Строительство канала Волга — Москва

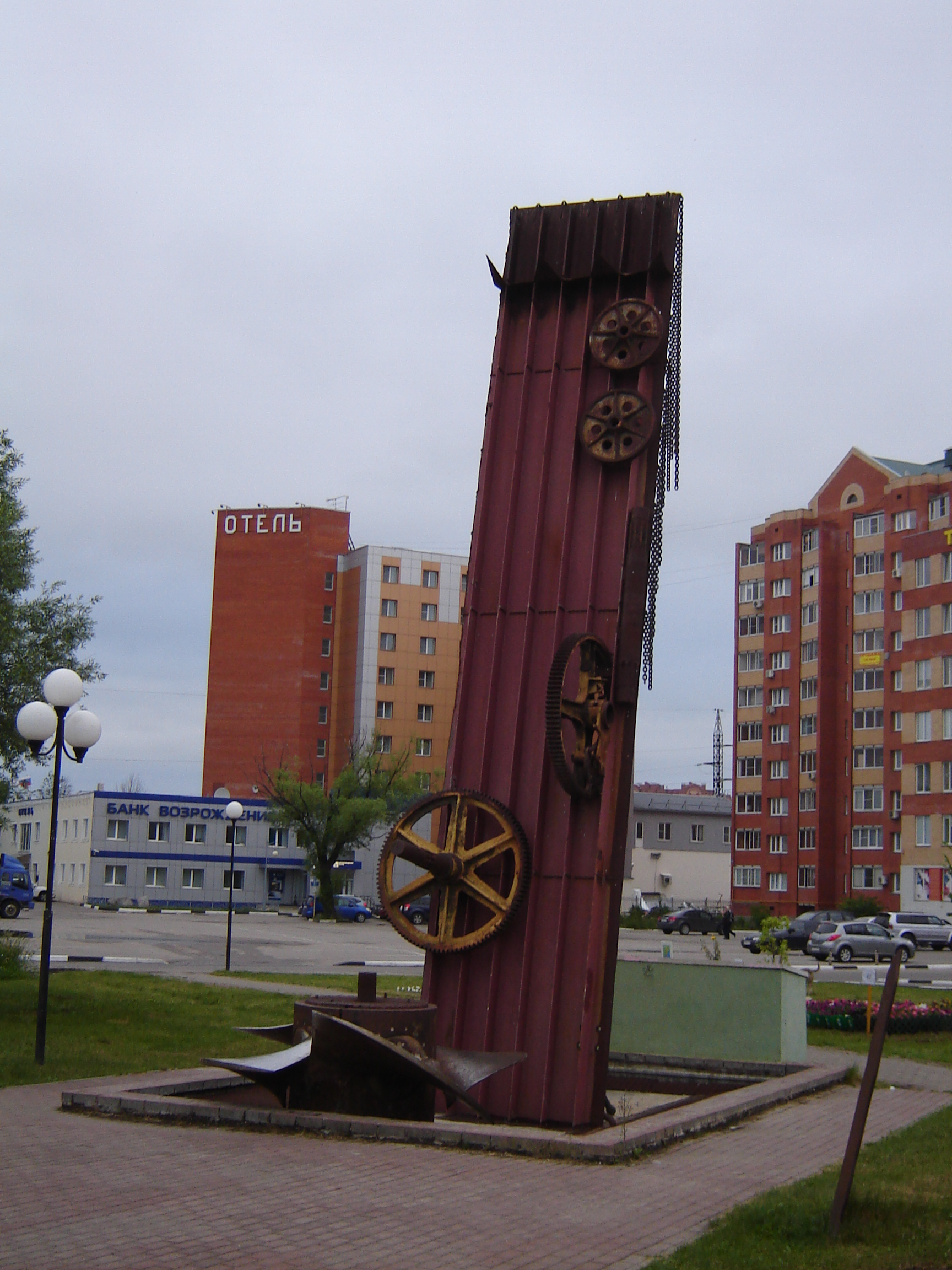
Стелла-фонтан, посвящённая индустриализации района, в связи со строительством канала им. Москвы

В 1932—1937 гг. проводилось строительство канала Москва — Волга им. Сталина силами заключённых. Для стройки был организован Дмитлаг.
Был выбран Дмитровский вариант трассы, канал прошёл через город.
Под бараки для заключённых вырубается лес, который также пошёл на строительство канала. Территория будущего посёлка засаживается заново соснами. Часть старого леса осталось на территории парка «Сосновый бор».
Русло Яхромы переносят западнее канала. На старом месте остаётся протока Старая Яхрома, куда впадают местные речки и ручьи.
В сентябре 1932 года началось строительство на северной окраине Дмитрова механического завода ДмитЛага, который занимался ремонтом тракторов, автомобилей и экскаватора.
Завод послужил началом посёлка. Поселение (дома) вольнонаёмных при заводе можно считать началом основания посёлка.
Труд заключённых для строительства канала использовался повсеместно, размещались заключённые в бараках.
После завершения строительства канала из Дмитлага для работы завода был выделен «ИТЛ Дмитровского механического завода». На котором работали заключённые до 1940 года.
Территория ИТЛ простиралась до и включала в себя посёлок Каналстрой, представляющий из себя транспортный и железнодорожный узел для строительства канала . В 1940 году грузовая станция Каналстрой была передана в ведение Савёловской железной дороги, а посёлок перешёл в Орудьевский сельсовет.
Первые дома для вольнонаёмных работников Механического завода Дмитлага располагались за речкой Дубец (Матусовкой). На современных улицах 1-я Заречная и 2-я Заречная для них размещались одноэтажные деревянные многоквартирные дома ("бараки"), вода и туалеты были на улице.

### Развитие посёлка

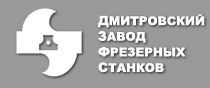
Эмблема ДЗФС

Основная статья: «Дмитровский завод фрезерных станков»
В 1940 году образован Станкостроительный завод на базе Механического завода Дмитлага.
8 декабря 1940 года Постановлением Совета народных комиссаров завод был переведён в состав совнаркома тяжёлого машиностроения с присвоением ему названия — Дмитровский завод фрезерных станков (ДЗФС).
На заводе работали военнопленные, в т.ч. строили производственные цеха и помещения. Литейный цех был построен ими. Размещались военнопленные в бараках для заключённых Дмитлага.

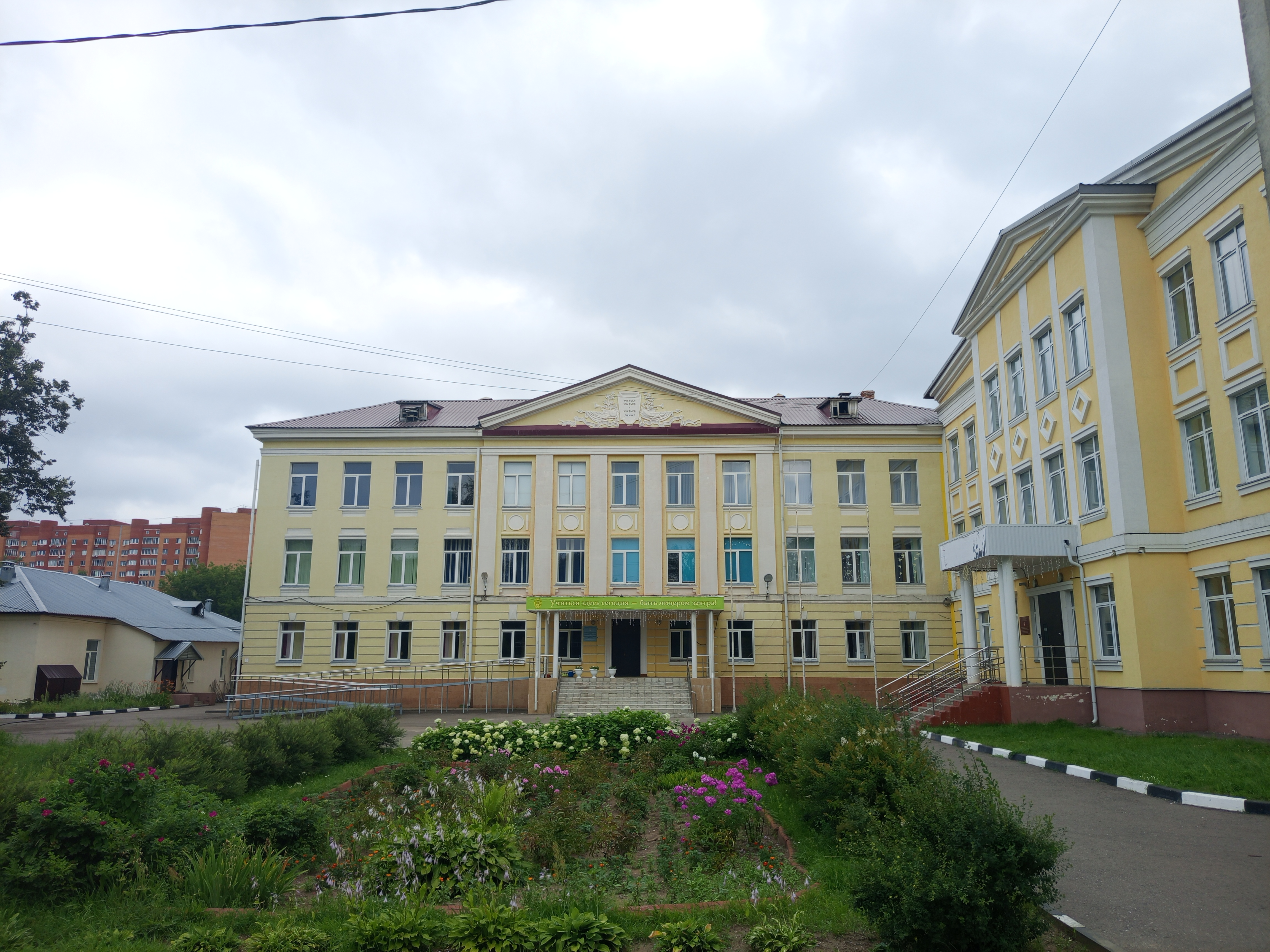
Школа № 3. Основное здание и пристройка (2019 год) справа

В 1941 году открытие начальной школы № 3, которая размещалась в здании бывшей столовой завода. В низком здании помещалось 5 классов.
В начале 4-й пятилетки (1946—1950 гг.) на ДЗФС выпускались металлорежущие станки старого образца (модели 1929/30 г.г.), в дальнейшем на конструкторском бюро завода разработали проекты новых фрезерных станков, которые по мощности в три раза превосходили станки прежней конструкции и имели автоматическое и полуавтоматическое управление. Завод выпускал разнообразные металлорежущие станки для скоростного резания, как широкоуниверсальные, так и специальные.
Объёмы производства росли. Так, ДЗФС выполнил пятилетний план уже к июлю 1950 года.
За период 1950 по 1980 годы было выпущено более 5000 станков с числовым программным управлением различного назначения, которые шли в том числе и на экспорт.
В августе 1952 года начальная школа № 3 была преобразована в семилетнюю под № 7. Численность учеников составила 366 человек. Но 5 помещений не хватало, даже с учётом 2-сменной работы (10 классов). Поэтому было принято решение о строительстве нового здания школы.  31 августа 1955 года школа переехала в новое здание (современное здание) и получило № 3.
8 августа 1959 года согласно решению № 955 Мособлисполкома территория завода фрезерных станков входит в граница города Дмитрова.

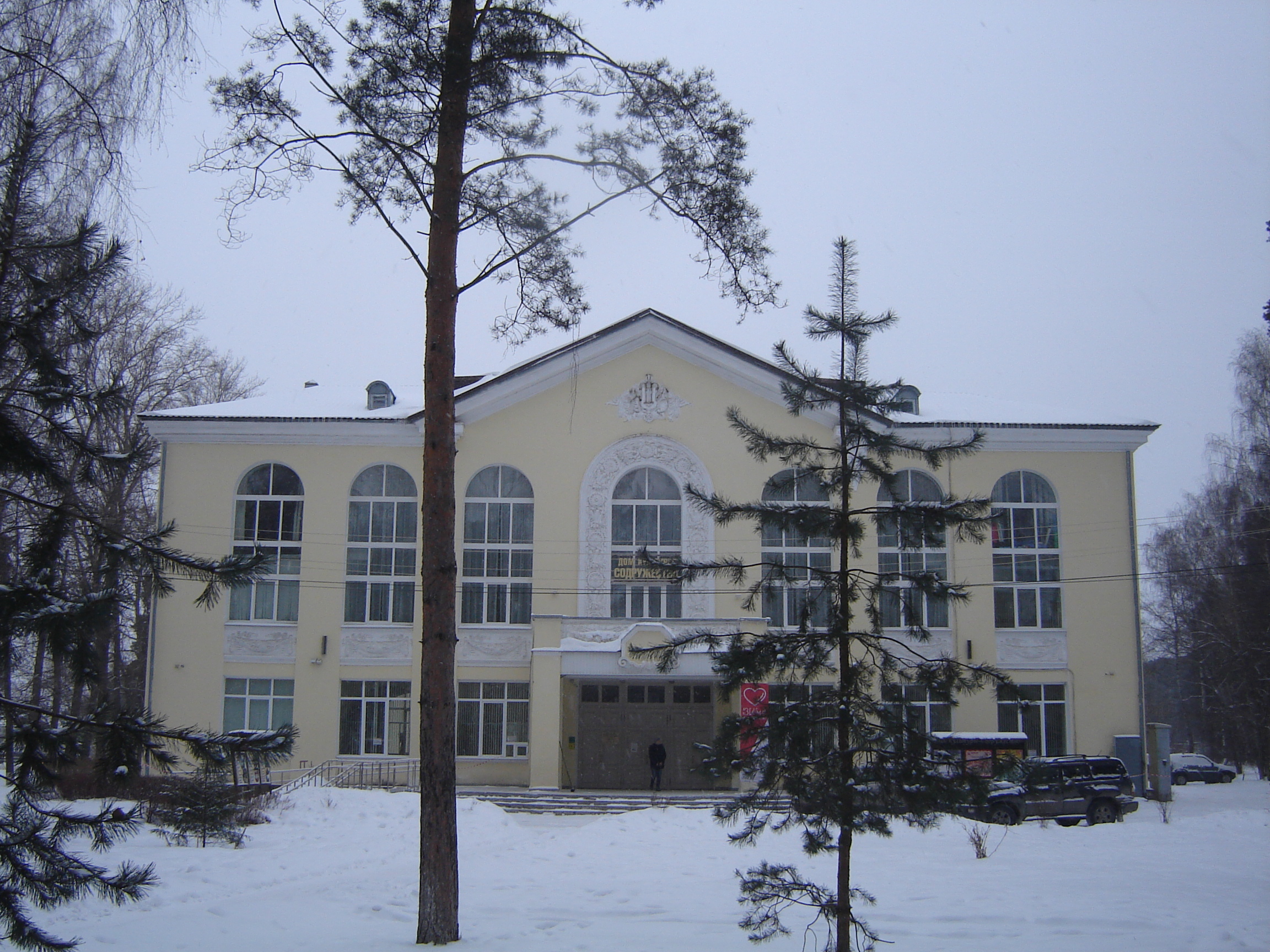
Дом культуры Содружество в микрорайоне ДЗФС

1960—70-е гг. рост жилищного строительство для работников завода. Построены: школа на 1250 человек, спортивный стадион «Торпедо», Дом культуры (сейчас ДК «Содружество»), баня на 50 мест. На заводе были организованы столовая и для учащихся учебно-производственный участок.
В 1966 году строительство Дмитровского молочного завода (молокозавода). Который первоначально возник в 1929 году как пришоссейный молокоприемный пункт. "Молочное сырьё" из пункта на лошадях поставляли в Москву.
В 1967 году в посёлке основано Государственное профессионально-техническое училище № 63. В 2003 году оно было преобразовано в Дмитровский профессиональный колледж. В 2012 году был закрыт путём присоединения к Дмитровскому филиалу Международного университета природы, общества и человека «Дубна», который сейчас располагается в его здании.
Рядом со зданиями сталинской постройки (школа №3 и др.) строятся панельные 5-этажки («хрущевки»), а затем и 9-этажки производства Дмитровского домостроительного комбината.
В 1980-е годы в северной части строительство 9-этажных кирпичных домов для работников Дмитровского опытного завода алюминиевой консервной ленты (ДОЗАКЛ).
Работники завода за трудовые успехи неоднократно награждались государственными наградами: орденами и медалями. Коллектив предприятия в 1980-е годы насчитывал около 3 тысяч человек.

### Новейшая история
В 1990-е годы объёмы производства ДЗФС были снижены, коллектив сокращён. За 2013 год произведено 44 станка. Часть помещений было сдано в аренду.

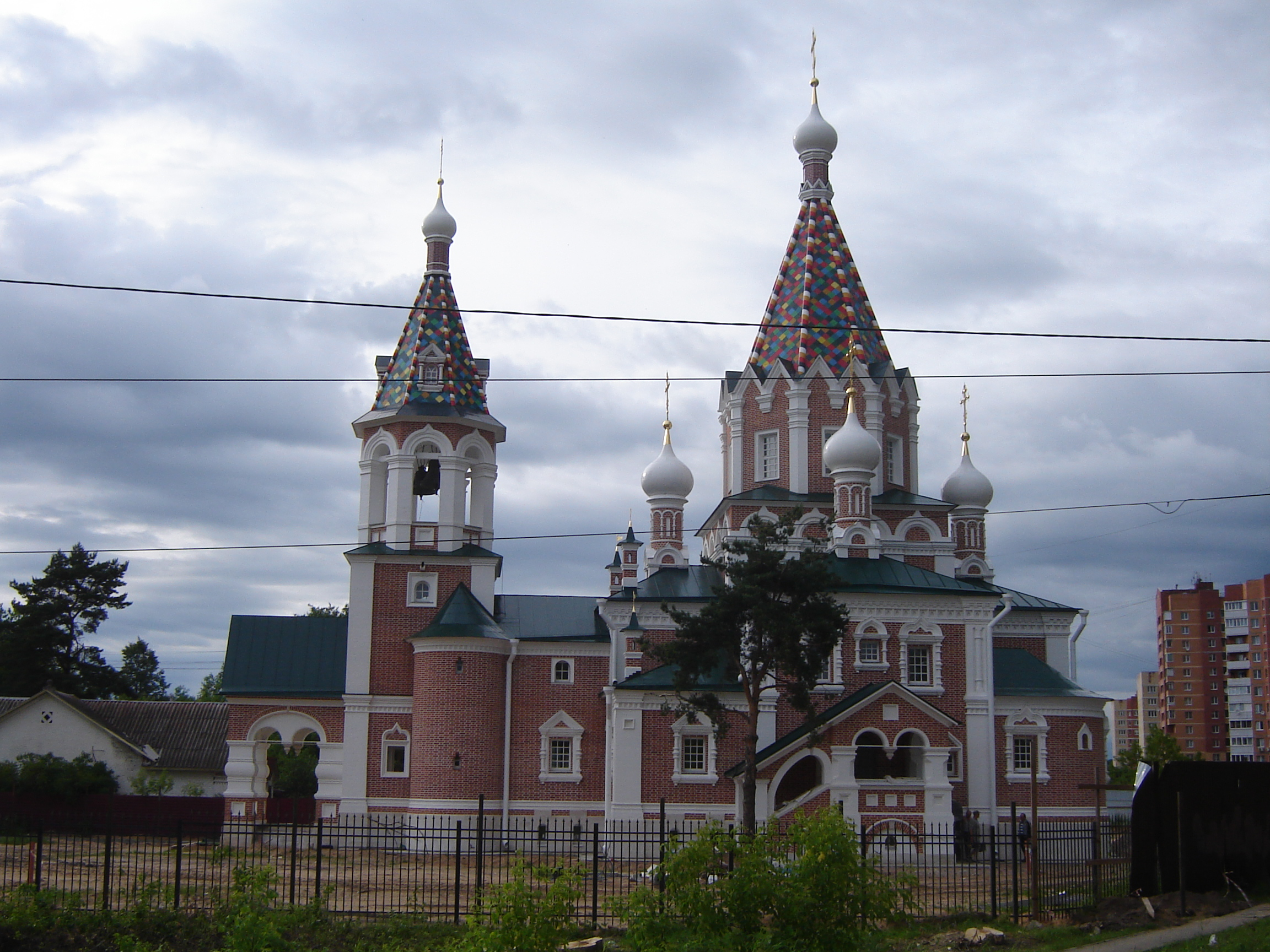
Храм Всемилостивого спаса на пересечении улиц Ковригинского шоссе и Дорожный проезд

7 мая 2002 года посёлок переименован в «микрорайон ДЗФС». Посёлок ДЗФС окончательно входит в границы города Дмитрова.
В 2000-х годах велось строительство многоэтажных домов на востоке посёлка (микрорайона). Строительство объездной дороги «Дорожный проезд». Благоустройство сквера перед «Домом культуры», ремонт здания. Благоустройство, строительство вспомогательных зданий на стадионе «Торпедо».
В 2010 годах — строительство новых трехэтажных многоквартирных домов за воздушной высоковольтной ЛЭП по улице Спасской.
В ноябре 2013 года открылось поликлиническое отделение «Дмитровской городской больницы».
В 2014 году начало строительства храма Всемилостивого спаса. В 2017 году окончание строительства.
В 2015 году открыт новый детский сад № 14 «Маленькая страна», рассчитанный на 240 детей от 3 лет.
В 2019 году к школе была сооружена 3-х этажная пристройка. Школа № 3 стала вмещать до 1 100 учащихся.

## Культура и спорт
- Стадион «Торпедо»

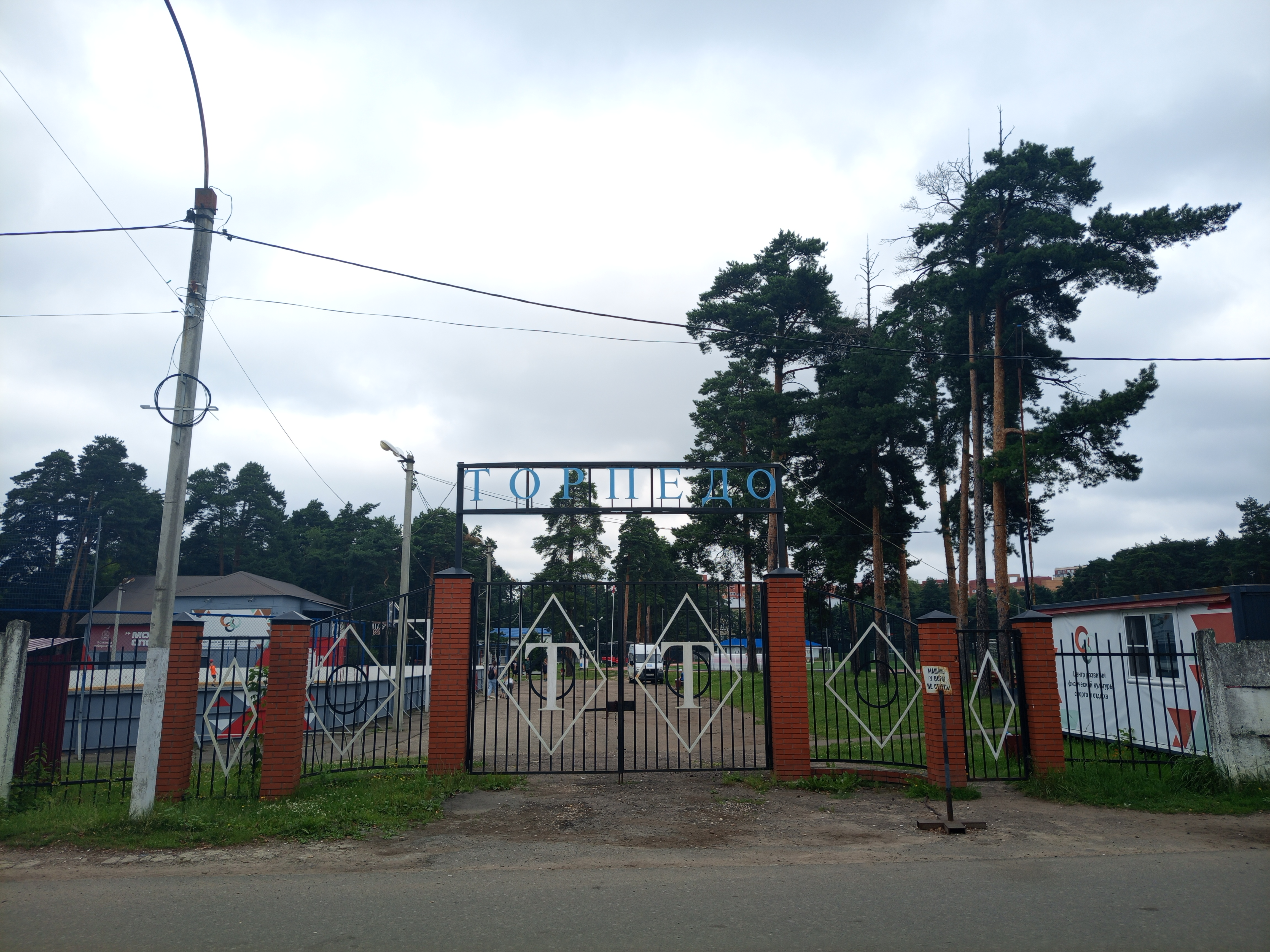
Стадион Торпедо в микрорайоне ДЗФС города Дмитрова

- Дом культуры «Содружество» (ДК ДЗФС)
- Памятник погибшим в годы Великой Отечественной войны
- Парк «Сосновый бор» (примыкает)

## Социальная инфраструктура
- Детский сад № 3 «Сказка»
- Детский сад № 6 «Калинка»
- Детский сад № 14 «Маленькая страна» (открыт в 2015 г.)
- Начальная школа № 11
- Общеобразовательная школа № 3
- Дмитровский институт непрерывного образования (ДИНО), филиал университета «Дубна»
- Поликлиническое отделение Дмитровской городской больницы

## Организации
- ООО «Дмитровский завод фрезерных станков»
- ЗАО «Дмитровский молочный завод»
- ЗАО «Зеленая дубрава»
- Почтовое отделение Дмитров-1 (индекс 141801)
- отделение ПАО «Сбербанк России»

## Улицы микрорайона ДЗФС
Дома основных улиц бывшего посёлка имеют адрес: мкр-н ДЗФС. Также к микрорайону относятся следующие улицы:
- Профессиональная
- Ковригинское шоссе
- Школьная
- Дорожный проезд
- 1-ый Ковригинский проезд, 2-й Ковригинский проезд